# Fjellimellom
Fjellimellom (norwegisch für Inmitten der Berge) ist ein vereistes Tal im ostantarktischen Königin-Maud-Land. In der Gjelsvikfjella liegt es zwischen der Mayrkette und dem Nupskammen.
Erste Luftaufnahmen entstanden bei der Deutschen Antarktischen Expedition 1938/39 unter der Leitung Alfred Ritschers. Norwegische Kartografen, die das Tal auch deskriptiv benannten, kartierten es anhand von Luftaufnahmen und Vermessungen der Norwegisch-Britisch-Schwedischen Antarktisexpedition (1949–1952) und Luftaufnahmen der Dritten Norwegischen Antarktisexpedition (1956–1960).